# Dmitry Dudar
Dzmitry Dudar (tiếng Belarus: Дзмітрый Дудар; tiếng Nga: Дмитрий Дударь; sinh 8 tháng 11 năm 1991) là một cầu thủ bóng đá Belarus. Tính đến năm 2018, anh thi đấu cho Gomel.